# Baptria eversmannaria
Baptria eversmannaria là một loài bướm đêm trong họ Geometridae.